# Ainola

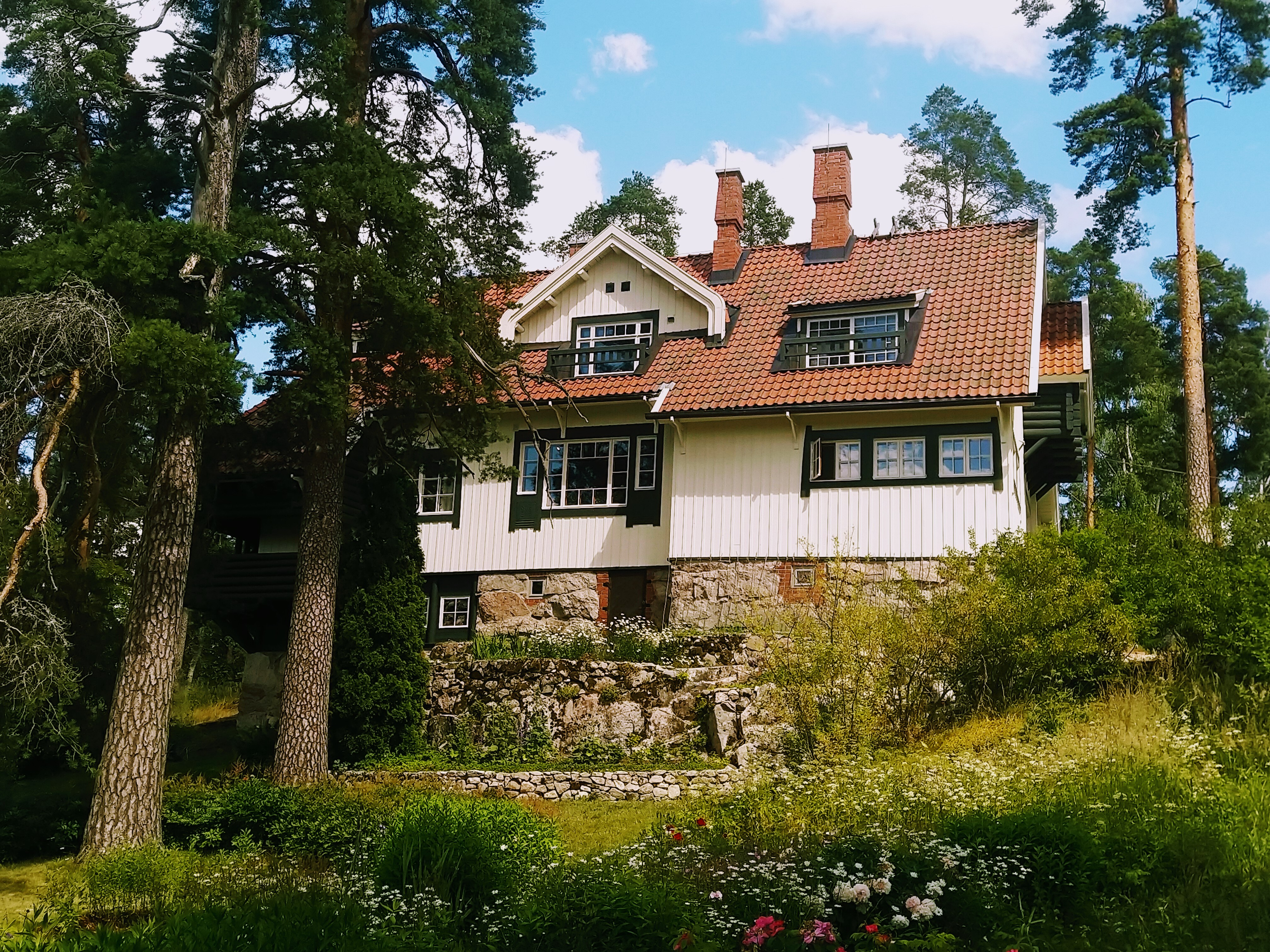
Ainola

Ainola, che significa "Posto di Aino", fu la dimora del compositore finlandese Jean Sibelius, di sua moglie Aino e della loro famiglia dall'autunno del 1904 al 1972. Fu aperta al pubblico come museo nel 1974.

## Descrizione
Ainola sorge sulle rive panoramiche del lago Tuusulanjärvi a Järvenpää, 38 chilometri a nord di Helsinki, la capitale finlandese. È stata progettata dal famoso architetto Lars Sonck. Le uniche richieste di Sibelius a Sonck furono di includere sia una vista sul lago che un camino verde nella sala da pranzo. Le tubature dell'acqua non furono mai installate fino alla morte di Sibelius perché non voleva distrazioni mentre era lì per comporre.
La sua distanza dal trambusto della capitale dava al compositore la pace di cui aveva bisogno per i suoi sforzi creativi. Il suo biografo Erik W. Tawaststjerna scrive che "quando Sibelius lasciò Helsinki per la prima volta, Järvenpää era in gran parte incontaminata campagna. I puledri e le pecore si facevano quasi strada nella casa e, di tanto in tanto, un alce (elk) invadeva maestosamente il terreno". C'erano anche altre famiglie artistiche che vivevano nel quartiere che fornivano un vivace circolo sociale per la famiglia Sibelius.

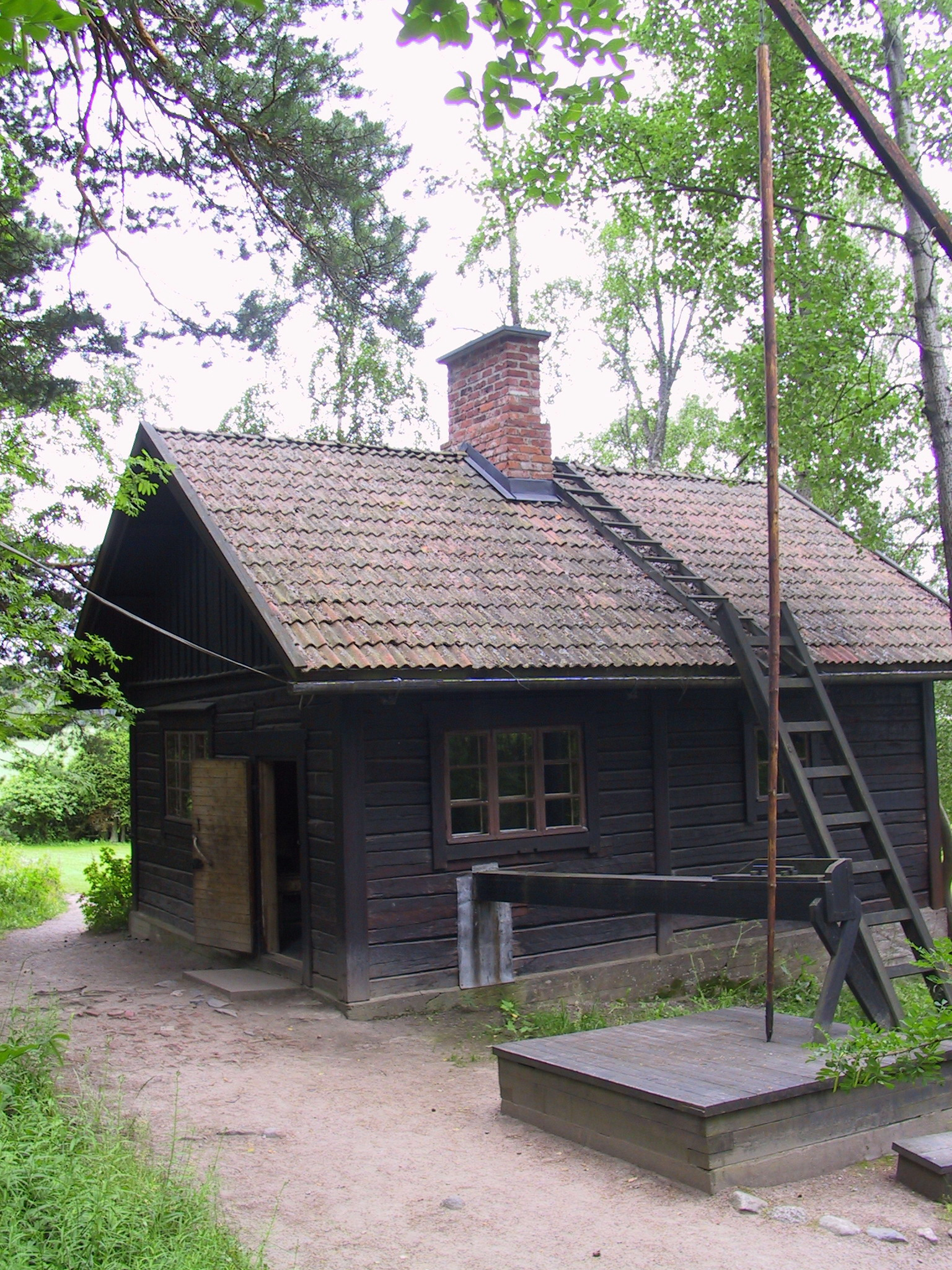
La sauna di Ainola, progettata da Aino Sibelius

La vita quotidiana ad Ainola venne documentata dal segretario privato di Sibelius, Santeri Levas, nel libro fotografico del 1945 Jean Sibelius and His Home.
Gli edifici intorno ad Ainola comprendono la sauna e il laboratorio teatrale personale della famiglia. Sibelius morì ad Ainola il 20 settembre 1957; è sepolto in un giardino del luogo. Sua moglie Aino visse ad Ainola per i successivi dodici anni fino alla sua morte l'8 giugno 1969. Vi è sepolta lì con suo marito.
Nel 1972 le figlie di Jean Sibelius, Eva, Ruth, Katarina, Margareta e Heidi, vendettero Ainola allo Stato finlandese. Il Ministero della Pubblica Istruzione e la Sibelius Society of Finland l'hanno aperta come museo nel giugno 1974. Attualmente è aperta da maggio a settembre. Tra gli effetti personali rimasti ci sono un pianoforte a coda Steinway, che fu un omaggio a Sibelius nel suo cinquantesimo compleanno nel 1915, e dipinti del fratello di Aino Eero Järnefelt.